# Дуркович, Владимир
Владимир Дуркович (серб. Vladimir Durković / Владимир Дурковић; 6 ноября 1937, Джяковица — 22 июня 1972, Сьон) — югославский футболист, олимпийский чемпион и вице-чемпион Европы.

## Карьера

### Клубная
Карьеру игрока начинал в команде «Напредак» из Крушеваца, затем в 1955 году перешёл в «Црвену Звезду», в составе которой прочно закрепил позицию правого защитника. В ходе национального первенства Югославии не раз вступал в единоборство с Фахрудином Юсуфи, своим визави из «Партизана» и товарищем по сборной страны. В рамках национального чемпионата, кубка и еврокубков Дуркович сыграл 405 встреч и забил 30 голов (из них во внутреннем чемпионате 177 матчей и 7 мячей).
За рубежом выступал в немецкой «Боруссии» (Мёнхенгладбах), французском «Сент-Этьене» и швейцарском «Сьоне».

### В сборной
В сборной сыграл ровно 50 матчей. Дебют состоялся 11 октября 1959 во встрече с Венгрией в Белграде (венгры выиграли 2:4). Владимир сыграл на Олимпийских играх в Риме, где завоевал золотую медаль, а также на первом чемпионате Европы во Франции (второе место) и чемпионате мира в Чили (4-е место). Неофициально большинство журналистов признали его лучшим игроком мира, выступавшим на правом фланге защиты..

## Гибель
22 июня 1972 Дуркович, будучи ещё игроком «Сьона», трагически погиб: швейцарский полицейский застрелил его по неосторожности..

## Титулы

### Клубные[3]
- Чемпион Югославии: 1956, 1957, 1959, 1960, 1964
- Обладатель Кубка Югославии: 1958, 1959, 1964
- Чемпион Франции: 1968, 1969, 1970
- Обладатель Кубка Митропы: 1958
- Обладатель Кубка Франции: 1968, 1970

### В сборной
- Олимпийский чемпион: 1960
- Вице-чемпион Европы: 1960
- 4-е место на чемпионате мира: 1962